# Lynne Viola
Pour les articles homonymes, voir Viola.
Lynne Viola est une historienne américaine, née le 5 avril 1955, spécialiste de l'histoire sociale et politique de la Russie au XXe siècle. Ses centres d'intérêt se tournent vers les femmes, la paysannerie, la culture politique et la terreur stalinienne.

## Biographie
Lynne Viola, qui enseigne l'histoire à l'Université de Toronto (département d'histoire), est l'auteur de quatre ouvrages et d'une trentaine d'articles. Elle a obtenu son Ph. D. à l'Université de Princeton, et a commencé à s'intéresser à l'histoire soviétique dans les années 1980. Elle a reçu le John Simon Guggenheim Fellowship.
Dans l'ouvrage Peasant Rebels under Stalin, elle s'est concentrée sur le sujet de la résistance paysanne. En travaillant sur des sources publiées et des archives, y compris les rapports de la Guépéou, elle a tracé les contours de cette résistance, allant des rumeurs aux émeutes, en passant par la résistance passive. Elle démontre que les formes actives de résistance collective étaient bien plus répandues que l'historiographie russe ou occidentale ne le laissait croire jusque-là.

## Ouvrages

### En tant qu'auteur
- The Best Sons of the Fatherland: Workers in the Vanguard of Soviet Collectivization, New York, 1987.
- Peasant Rebels Under Stalin: Collectivization and the Culture of Peasant Resistance, Oxford University Press, 1996.
- The War Against the Peasantry, 1927-1930, 2005.
- The Unknown Gulag: The Lost World of Stalin’s Special Settlements, Oxford University Press, 2007.

### En tant qu'éditeur ou coéditeur
- avec Sheila Fitzpatrick, A Researcher's Guide to Sources of Soviet Social History in the 1930s, 1990.
- avec Beatrice Farnsworth, Russian Peasant Women, Oxford University Press, 1992.
- avec Valerii Vasil’ev, Kollektivizatsiia i krest'ianskoe soprotivlenie na Ukraine: noaibr' 1929-mart 1930 [« Collectivization and Peasant Resistance in Ukraine, November 1929-March 1930 »], 1997.
- avec S. Zhuravlev, T. McDonald, and A. Mel’nik, Riazanskaia derevnia v 1929-1930 gg.: khronika golovokhruzheniia [« The Riazan Countryside in 1929-1930: A Chronicle of Dizzyiness »], 1998.
- avec V.P. Danilov and Roberta T. Manning, Tragediia sovetskoi derevni 1927-37: dokumenty i materialy [« The Tragedy of the Soviet Countryside, 1927-37: Documents and Materials »], 5 vols, 1999-2003.
- Contending with Stalinism: Soviet Power and Popular Resistance in the 1930s, 2002.

### Articles
- Inventing a Soviet Countryside: State Power and the Transformation of Rural Russia, 1917-1929.(Book Review), Canadian Journal of History, 1er avril 2005.